# سیارک ۱۶۸۶۹
سیارک ۱۶۸۶۹ (به انگلیسی: 16869 Kosinar، نامگذاری:1998AV8) شانزده هزار و هشتصد و شصت و نهمین سیارک کشف شده‌است که در ۱۰ ژانویه ۱۹۹۸ کشف شد.
قدر مطلق سیارک برابر ۱۴٫۱ است.